# Frederik Olaus Lange
Frederik Olaus Lange, född den 21 oktober 1798 i Köpenhamn, död där den 11 februari 1862, var en dansk skolman, far till Carl, Julius och Fritz Lange. 
Lange blev teologie kandidat 1825 och filosofie doktor 1836. Han blev 1833 "overlærer" (lektor) och 1841 rektor vid Vordingborgs lärda skola och, då denna indragits 1846, docent i pedagogik vid Köpenhamns universitet. Han utgav Det græske Sprogs Grammatik til Skolernes Brug (1826; 4:e upplagan 1844; svensk översättning "Grekiska språkets grammatik till skolungdomens tjenst", 1826, 6:e upplagan 1861), Materialier til at indøve den græske Formlære (1830, 3:e upplagan 1844; "Öfningar i grekiska formläran för begynnare", 1831, 3:e upplagan 1847), Almindelig Grammatik (1838-1842; spridda stycken) och Skolen og Livet (1856). 
Enligt Langes uppfattning har all barnundervisning i motsats till fackskolan samma ändamål: att förbereda personlighetens etiska utveckling genom att utbilda de rent mänskliga villkoren för självuppfostran, förmågan att tro och förmågan att tänka,  vilka områden det är bildningens slutliga uppgift att försona. Emil Elberling beskriver konsekvenserna av detta synsätt på följande sätt i Nordisk Familjebok: "Formell och realistisk bildning fullständiga hvarandra, därför är det oriktigt att inrätta lärda och reala skolor, hvar och en efter sin princip. Facklärarsystemet bekämpas, emedan det splittrar i stället för att ena."

## Utmärkelser
- Riddare av Dannebrogorden,  1856[2]

[Redigera Wikidata]